# روآبروک (سرده)
روآبروک (سرده) یا برکه‌نورد (سرده) (نام علمی: Jacana) نام یک سرده از تیره روآبروک است.